# Grand Prix de Formule 2 Belgique

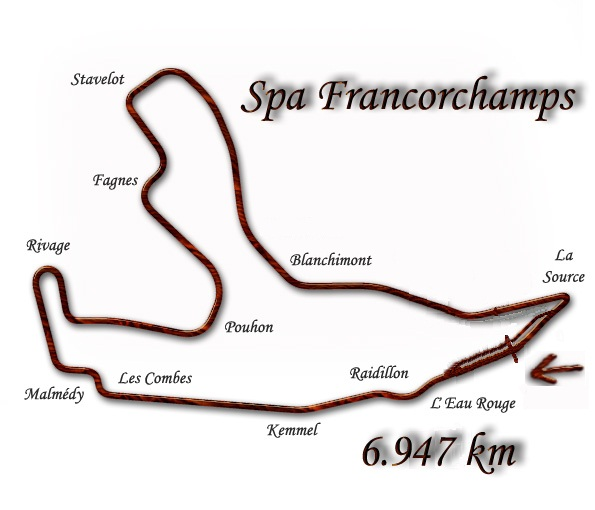
Circuit de Spa-Francorchamps

Der Grand Prix de Formule 2 Belgique (dt.: Großer Formel-2-Preis von Belgien) war eine Automobilrennsportveranstaltung, die 1981 und 1982 ausgetragen wurde. Sie war in diesen Jahren Bestandteil der Formel-2-Europameisterschaft. 

## Hintergrund
Seit Einführung der Formel-2-Europameisterschaft im Jahr 1967 bemühte sich Belgien wiederholt um die Austragung von Meisterschaftsläufen. Zu einer Etablierung kam es allerdings zunächst nicht. Zwischen 1967 und 1979 fanden nur fünf Formel-2-Rennen in Belgien statt, die unterschiedliche Bezeichnungen trugen (Grote Prijs van Limborg, Grand Prix de l’Avenir, I.G.B. Grand Prix) und auf wechselnden Strecken ausgetragen wurden. Mehrfach wurden in den 1970er-Jahren geplante Rennen kurzfristig abgesagt. Erst ab 1980 kam es zu einer gewissen Regelmäßigkeit: Nunmehr wurden in vier aufeinanderfolgenden Jahren Formel-2-Meisterschaftsläufe in Belgien durchgeführt. 1980 und 1983 waren dies der 17. und der 29. Grote Prijs van Limborg in Zolder, 1981 und 1982 hingegen handelte es sich um den Großen Formel-2-Preis von Belgien, der 1981 seine erste und 1982 seine letzte Auflage erlebte. Die Rennen fanden jeweils auf dem Circuit statt. 
In diesen Jahren gab es in Belgien außerdem Läufe zur Formel-1-Weltmeisterschaft, die die Bezeichnung Großer Preis von Belgien trugen. Sie fanden zeitversetzt in Zolder statt. 
1981 gewann Geoff Lees, der am Ende des Jahres Formel-2-Europameister wurde, den Großen Formel-2-Preis von Belgien; im folgenden Jahr ging der Sieg an den Belgier Thierry Boutsen.
Nachdem die Formel-2-Europameisterschaft 1985 durch die Internationale Formel-3000-Meisterschaft abgelöst worden war, fanden noch einige Jahre lang Formel-3000-Rennen auf dem Kurs von Spa-Francorchamps statt.

## Ergebnisse
| Auflage | Datum          | Klasse   | Strecke           | Sieger                   | Zweiter                 | Dritter                | Pole-Position             | Schnellste Rennrunde   |
| ------- | -------------- | -------- | ----------------- | ------------------------ | ----------------------- | ---------------------- | ------------------------- | ---------------------- |
| 1       | 9. August 1981 | Formel 2 | Spa-Francorchamps | Geoff Lees (Ralt)        | Thierry Boutsen (March) | Eje Elgh (Maurer)      | Thierry Boutsen (March)   | Geoff Lees (Ralt)      |
| 2       | 13. Juni 1982  | Formel 2 | Spa-Francorchamps | Thierry Boutsen (Spirit) | Johnny Cecotto (March)  | Mike Thackwell (March) | Stefan Johansson (Spirit) | Mike Thackwell (March) |